# Bayraktar (canción)
«Bayraktar» es una canción patriótica ucraniana que se hizo popular después de su lanzamiento el 1 de marzo de 2022 durante la invasión rusa de Ucrania. Dedicada al dron de combate Bayraktar TB2 debido a su exitoso despliegue contra las tropas rusas, la canción está escrita por el soldado ucraniano Taras Borovok y ridiculiza tanto al ejército ruso como a la propia invasión. Borovok recibió una solicitud de las Fuerzas Armadas de Ucrania para escribir una canción popular el día que comenzó la invasión.

## Trasfondo

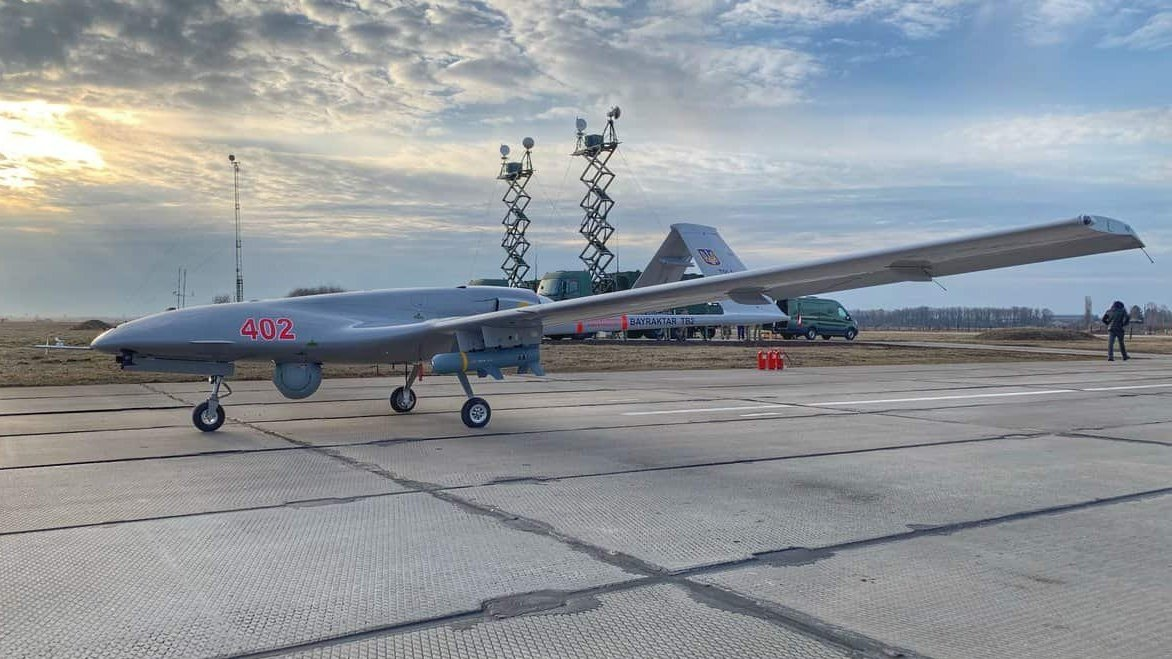
Un Bayraktar TB2 de la Fuerza Aérea de Ucrania.

La canción está dedicada al dron de combate turco Bayraktar TB2, que fue utilizado por el ejército ucraniano durante la invasión rusa de Ucrania de 2022. Se informó que el uso de drones ha frenado significativamente el avance ruso hacia el país.
La canción fue escrita y compuesta por el soldado ucraniano Taras Borovok. Habiendo asistido solo a cuatro clases de música, Borovok recibió una solicitud de las Fuerzas Armadas de Ucrania el 24 de febrero de 2022, el día en que comenzó la invasión rusa, para escribir una canción popular.

## Canción
«Bayraktar» se subió a YouTube el 1 de marzo de 2022. La letra de la canción trata sobre cómo los drones sirven como castigo al ejército ruso invasor, y ridiculiza al propio ejército, el equipo que utilizan, su invasión de Ucrania e incluso la sopa que consumen.
En numerosos videos musicales, la canción está acompañada por ataques de Bayraktar contra columnas de equipos rusos en el territorio de Ucrania. La canción ha sido traducida al inglés y al árabe, y ha sido compartida en la página oficial de Facebook de las Fuerzas Terrestres de Ucrania. Se han publicado varios remixes de la canción, así como un mashup oficial realizado en colaboración con la artista francesa Lisa Schettner.

## Recepción y legado
Spencer Kornhaber de The Atlantic calificó la canción de «muy pegadiza» y dijo que tenía un «ritmo simple». Según Algemeen Dagblad, la canción muestra que Selçuk Bayraktar, el director de tecnología de Baykar, la empresa privada de defensa turca que desarrolló el dron, es el «segundo mayor héroe» de Ucrania después del presidente ucraniano Volodímir Zelenski. «Bayraktar» se reproduce repetidamente en las estaciones de radio ucranianas, y los ucranianos lo cantan durante las protestas contra la invasión. Según Gabriel Gavin de The Spectator, la canción tuvo más de un millón de visitas en YouTube antes de ser eliminada.